# Copa CEV (voleibol masculino)
La Copa CEV (en inglés Cev Cup) es una competición europea de voleibol a nivel de clubes organizada por la CEV. Es la segunda competición con mayor prestigio tras la  Champions League.

## Historia
Junto a la Liga de Campeones a partir de la temporada 1972-1973, la CEV quiso organizar un torneo entre los clubes vencedores de las competiciones de Copa de los diferentes países europeos.
En la primera edición de la Recopa de Europa participaron 14 equipos bajo una fórmula experimental; tras una ronda previa a eliminación directa en la cual participaron los equipos de las seis federaciones más débiles y los octavos de final, los equipos fueron divididos en dos grupos de cuatro cuyos ganadores y segundos clasificados pasaron a la ronda final. En el grupo final, los soviéticos del Zvezdva Voroschilovgrad se impusieron a los húngaros del  Cespel SC, los búlgaros del  Levski Sofia y los italianos del Ruini Firenze.
Hasta la temporada 1997-98, la competición fue dominada por equipos provenientes de lo mismo países que dominaban la Liga de Campeones en los mismos años (Italia, Unión Soviética y Europa oriental); destacan las diez ediciones consecutivas ganados por conjuntos italianos entre el 1985-86 y el 1994-95.
A partir de la temporada 1998-99, la copa ha sido ganada por equipos de diez países distintos. Además, el torneo ha cambiado de fórmula y nombre en varias ocasiones. Entre las temporadas 2000-01 y 2006-07 se llamó Top Teams Cup. Finalmente, en la temporada 2007-08 asume el nombre actual de CEV Cup; desde la temporada 2011-12 el campeón no se decide en una Final Four con semifinales y final a partido único, sino con semifinales y final a partido de ida y vuelta.
Entre el 1987 y el 2000, los ganadores de la Recopa de Europa participaron en las ediciones de la extinta Supercopa de Europa junto al ganador de la Liga de Campeones (1987-1995) y luego a los subcampeones de dicha Liga y a los campeones de la Challenge Cup (1996-2000).

## Campeones por temporada
| Año              | Campeón                 | Finalista                | Tercero                            |
| ---------------- | ----------------------- | ------------------------ | ---------------------------------- |
| Recopa de Europa |                         |                          |                                    |
| 1972-73          | Zvezdva Voroschilovgrad | Cespel SC                | Levski Sofía                       |
| 1973-74          | Elektrotechnika Riga    | Zvezdva Voroschilovgrad  | AKS Rzeszów                        |
| 1974-75          | Elektrotechnika Riga    | Újpest Dózsa             | Levski Sofía                       |
| 1975-76          | CSKA Sofía              | VKP Bratislava           | Pallavolo Torino                   |
| 1976-77          | Elektrotechnika Riga    | Steaua Bucureşti         | Aero Odolena Voda                  |
| 1977-78          | Aero Odolena Voda       | AZS Olsztyn              | Pallavolo Catania                  |
| 1978-79          | Dinamo Bucureşti        | Ryda Hvezda Praga        | Levski Sofía                       |
| 1979-80          | Pallavolo Modena        | Panathinaikos AO         | Aero Odolena Voda                  |
| 1980-81          | VKP Bratislava          | Steaua Bucureşti         | VKA Leninigrado                    |
| 1981-82          | VKA Leninigrado         | Levski Sofía             | Steaua Bucureşti                   |
| 1982-83          | VKA Leninigrado         | Pallavolo Torino         | Vojvodina Novi Sad                 |
| 1983-84          | Pallavolo Torino        | Palma Volley             | Asniérs Sports                     |
| 1984-85          | Dinamo Moscú            | Levski Sofía             | Steaua Bucureşti                   |
| 1985-86          | Pallavolo Modena        | Steaua Bucureşti         | CSKA Sofía                         |
| 1986-87          | Zinella Volley Bologna  | Levski Sofía             | Bosnia Sarajevo                    |
| 1987-88          | Pallavolo Parma         | Zinella Volley Bologna   | Levski Sofía                       |
| 1988-89          | Pallavolo Parma         | Levski Sofía             | Panathinaikos AO                   |
| 1989-90          | Pallavolo Parma         | Sisley Treviso           | Dinamo Moscú                       |
| 1990-91          | Gabeca Montichiari      | VKA Leningrado           | AC Ferjus                          |
| 1991-92          | Gabeca Montichiari      | Volley Gonzaga Milano    | Moerser SC                         |
| 1992-93          | Volley Gonzaga Milano   | AS Cannes                | Gabeca Montichiari                 |
| 1993-94          | Sisley Treviso          | Volley Gonzaga Milano    | AS Cannes                          |
| 1994-95          | Pallavolo Modena        | CV San Jose Soria        | Knack Roeselare                    |
| 1995-96          | Olympiacos Pireo        | Bayer Wuppertal          | Alcomè Capelle                     |
| 1996-97          | PV Cuneo                | Olympiacos Pireo         | Dinamo Belogorod                   |
| 1997-98          | PV Cuneo                | Olympiacos Pireo         | Castelo de Maia GC                 |
| 1998-99          | AS Cannes               | PV Cuneo                 | Lokomotiv Izumrud                  |
| 1999-00          | París Volley            | PV Cuneo                 | AEK Atenas                         |
| Top Teams Cup    |                         |                          |                                    |
| 2000-01          | SC Espinho              | Lokomotiv Izumrud        | Club Voleibol Almería              |
| 2001-02          | Knack Roeselare         | SC Espinho               | AZS Częstochowa                    |
| 2002-03          | Dynamo Apeldoorn        | Lokomotiv Járkov         | Omiworld Almere                    |
| 2003-04          | Lokomotiv Járkov        | Deltacos Tulcea          | Volleyball Innsbruck               |
| 2004-05          | Olympiacos Pireo        | Nesselande Róterdam      | Dukla Liberec                      |
| 2005-06          | Volley Piacenza         | Palma Volley             | Panathinaikos AO                   |
| 2006-07          | ACH Volley Bled         | Pallavolo Modena         | Iskra Odintsovo                    |
| Copa CEV         |                         |                          |                                    |
| 2007-08          | M.Roma Volley           | Noliko Maaseik           | OK Budvanska Rivijera              |
| 2008-09          | Lokomotiv Bélgorod      | Panathinaikos AO         | Piemonte Volley                    |
| 2009-10          | PV Cuneo                | Iskra Odintsovo          | Noliko Maaseik                     |
| 2010-11          | Sisley Treviso          | ZAKSA Kędzierzyn-Koźle   | Final con partidos de ida y vuelta |
| 2011-12          | VK Dinamo Moscú         | AKS Rzeszów              | Final con partidos de ida y vuelta |
| 2012-13          | Halkbank Ankara         | Top Volley Latina        | Final con partidos de ida y vuelta |
| 2013-14          | París Volley            | VK Gubernija             | Final con partidos de ida y vuelta |
| 2014-15          | VK Dinamo Moscú         | Trentino Volley          | Final con partidos de ida y vuelta |
| 2015-16          | SSC Berlín              | VK Gazprom Surgut        | Final con partidos de ida y vuelta |
| 2016-17          | Tours Volley-Ball       | Trentino Volley          | Final con partidos de ida y vuelta |
| 2017-18          | Belogori'e Bélgorod     | Ziraat Ankara            | Final con partidos de ida y vuelta |
| 2018-19          | Trentino Volley         | Galatasaray SK           | Final con partidos de ida y vuelta |
| 2019-20          | Sin Campeón             | Sin Subcampeón           | Final con partidos de ida y vuelta |
| 2020-21          | VK Dinamo Moscú         | VK Zenit San Petersburgo | Final con partidos de ida y vuelta |
| 2021-22          | Vero Volley Monza       | Tours Volley-Ball        | Final con partidos de ida y vuelta |
| 2022-23          | Pallavolo Modena        | Knack Roeselare          | Final con partidos de ida y vuelta |
| 2023-24          | AKS Rzeszów             | SVG Lüneburg             | Final con partidos de ida y vuelta |
| 2024-25          | Ziraat Bankası S.K.     | AKS Rzeszów              | Final con partidos de ida y vuelta |

### Títulos por club
Datos actualizados: final temporada 2024-25.
| Títulos | Club                    | Años campeón                       |
| 4       | VK Dinamo Moscú         | 1984-85, 2011-12, 2014-15, 2020-21 |
| 4       | Pallavolo Modena        | 1979-80, 1985-86, 1994-95, 2022-23 |
| 3       | Elektrotechnika Riga    | 1973-74, 1974-75, 1976-77          |
| 3       | Pallavolo Parma         | 1987-88, 1989-89, 1989-90          |
| 3       | PV Cuneo                | 1996-97, 1997-98, 2009-10          |
| 2       | VKA Leninigrado         | 1981-82, 1982-83                   |
| 2       | Sisley Treviso          | 1993-94, 2010-11                   |
| 2       | Gabeca Montichiari      | 1990-91, 1991-92                   |
| 2       | Olympiacos Pireo        | 1995-96, 2004-05                   |
| 2       | París Volley            | 1999-00, 2013-14                   |
| 2       | Lokomotiv Bélgorod      | 2008-09, 2017-18                   |
| 1       | Zvezdva Voroschilovgrad | 1972-73                            |
| 1       | CSKA Sofía              | 1975-76                            |
| 1       | Aero Odolena Voda       | 1977-78                            |
| 1       | Dinamo Bucureşti        | 1978-79                            |
| 1       | VKP Bratislava          | 1980-81                            |
| 1       | Pallavolo Torino        | 1983-84                            |
| 1       | Zinella Volley Bologna  | 1986-87                            |
| 1       | Volley Gonzaga Milano   | 1992-93                            |
| 1       | AS Cannes               | 1998-99                            |
| 1       | SC Espinho              | 2000-01                            |
| 1       | Knack Roeselare         | 2001-02                            |
| 1       | Dynamo Apeldoorn        | 2002-03                            |
| 1       | Lokomotiv Járkov        | 2003-04                            |
| 1       | Volley Piacenza         | 2005-06                            |
| 1       | ACH Volley              | 2006-07                            |
| 1       | M.Roma Volley           | 2007-08                            |
| 1       | Halkbank Ankara         | 2012-13                            |
| 1       | SSC Berlín              | 2015-16                            |
| 1       | Tours Volley-Ball       | 2016-17                            |
| 1       | Trentino Volley         | 2018-19                            |
| 1       | Vero Volley Monza       | 2021-22                            |
| 1       | AKS Rzeszów             | 2023-24                            |
| 1       | Ziraat Bankası S.K.     | 2024-25                            |

### Títulos por país
Datos actualizados: final temporada 2024-25.
| País            | Títulos | Subtítulos | Clubes campeones |
| --------------- | ------- | ---------- | --- |
| Italia          | 21      | 11         | Pallavolo Modena (4), Pallavolo Parma (3), PV Cuneo (3), Sisley Treviso (2), Gabeca Pallavolo (2), Pallavolo Torino (1), Zinella Volley Bologna (1) y Volley Gonzaga Milano (1), Volley Piacenza (1), M.Roma Volley (1), Trentino Volley (1), Vero Volley Monza (1) |
| Rusia           | 9       | 7          | VK Dinamo Moscú (4), VKA Leningrado (2), Lokomotiv Bélgorod (2) y Zvezdva Voroschilovgrad (1) |
| Francia         | 4       | 2          | París Volley (2), As Cannes (1) y Tours Volley-Ball (1) |
| Letonia         | 3       | -          | Elektrotechnika Riga (3) |
| Grecia          | 2       | 4          | Olympiacos Pireo (2) |
| Turquía         | 2       | 2          | Halkbank Ankara (1) y Ziraat Bankası S.K. (1) |
| Bulgaria        | 1       | 6          | CSKA Sofia |
| Rumania         | 1       | 4          | Dinamo Bucarest |
| Polonia         | 1       | 4          | AKS Rzeszów |
| Bélgica         | 1       | 2          | Knack Roeselare |
| Alemania        | 1       | 2          | SSC Berlín |
| República Checa | 1       | 1          | Aero Odolena Voda |
| Eslovaquia      | 1       | 1          | VKP Bratislava |
| Países Bajos    | 1       | 1          | Dynamo Apeldoom |
| Portugal        | 1       | 1          | SC Espinho |
| Ucrania         | 1       | 1          | Lokomotiv Járkov |
| Eslovenia       | 1       | -          | ACH Volley |
| España          | -       | 3          | ----- |
| Hungría         | -       | 2          | ----- |